# Tixati
Tixati egy zárt forráskódú, platformfüggetlen BitTorrent kliens, C++ nyelven íródott, hogy könnyen kezelje a rendszer erőforrásait. A fejlesztők kiadják telepíthető (önálló) és hordozható változatban is. Használata ingyenes és reklámmentes, nem igényel regisztrációt sem. Megkapta a pozitív értékeléseit, és a legtöbb értékelés azt méltatta, hogy kis erőforrás igényű.

## Fordítás
- Ez a szócikk részben vagy egészben  a   Tixati című angol Wikipédia-szócikk ezen változatának fordításán alapul.  Az eredeti cikk szerkesztőit annak laptörténete sorolja fel. Ez a jelzés csupán a megfogalmazás eredetét és a szerzői jogokat jelzi, nem szolgál a cikkben szereplő információk forrásmegjelöléseként.